# 红鞘薹草
红鞘薹草（学名：Carex erythrobasis）为莎草科薹草属的植物。分布于朝鲜、俄罗斯远东地区以及中国大陆的吉林等地，生长于海拔200米至800米的地区，一般生于阔叶红松林中，目前尚未由人工引种栽培。